# Saint-Cernin-de-Labarde
Saint-Cernin-de-Labarde é uma comuna francesa na região administrativa da Nova Aquitânia, no departamento Dordonha. Estende-se por uma área de 11,55 km². Em 2010 a comuna tinha 220 habitantes (densidade: 19 hab./km²).